# Höchstein
Höchstein är ett berg i Österrike.   Det ligger i distriktet Liezen och förbundslandet Steiermark, i den centrala delen av landet, 220 km sydväst om huvudstaden Wien. Toppen på Höchstein är 1 584 meter över havet.
Terrängen runt Höchstein är bergig, och sluttar norrut. Runt Höchstein är det ganska glesbefolkat, med 21 invånare per kvadratkilometer.. Närmaste större samhälle är Schladming, 9,8 km nordväst om Höchstein. 
Trakten runt Höchstein består i huvudsak av gräsmarker.